# Chetone guapa
Chetone guapa är en fjärilsart som beskrevs av William Schaus 1910. Chetone guapa ingår i släktet Chetone och familjen björnspinnare. Inga underarter finns listade i Catalogue of Life.